# Anna Piattoli Bacherini
Anna Piattoli nascida Bacherini (Florença, 1720 - Florença, 1788) foi uma pintora italiana.

## Biografia
Não há muita informação sobre a vida de Anna Bacherini. No entanto, sabe-se que ela nasceu em Florença em 1720 e que foi aluna dos pintores florentinos Francesco Conti e Violante Beatrice Siries, cuja competência foi considerada de profunda inspiração para a aluna. 
Nesse período, atraiu também a atenção do estudioso Francesco Niccolò Gabburri, que em "Vidas de pintores" descreve-a assim: "Essa menina muito espirituosa vive em Florença neste ano de 1739 e sob a direcção do cavaleiro Francesco Conti, trabalha maravilhosamente em retratos e outras coisas, deixando impressionado qualquer um que vê as suas pinturas. Pelo seu mérito, ela foi adscrita entre os Académicos de San Luca, em Florença, e, à medida que progride dia a dia em valor e perfeição, há justa razão para esperar que em breve ela possa ser uma segunda Rosalba ". 
Em 1741, Anna Bacherini casou-se com Gaetano Piattoli (1700-1790), pintor de retratos narrativos. 
Gaetano e Anna tiveram dois filhos, Giuseppe, também pintor, e Scipione que se tornou padre católico, educador, escritor e activista político.  
Anna Piattoli Bacherini morreu em 1788 aos 68 anos. 

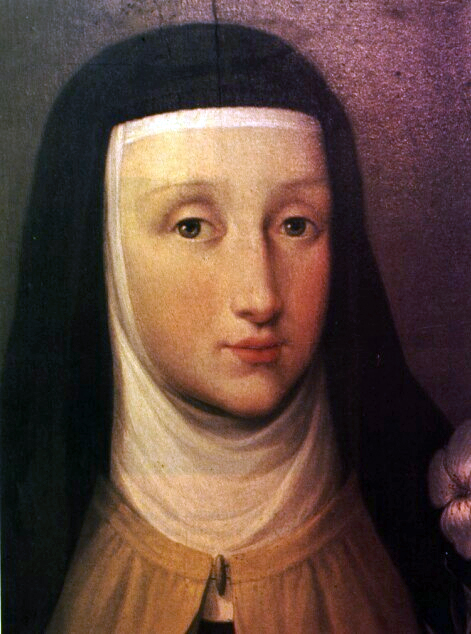
Anna Bacherini Piattoli, "Santa Teresa Margherita do Sagrado Coração", (1770), no antigo ex-convento carmelita de Florença

## Actividade artística
Anna Piattoli Bacherini foi uma miniaturista, pintora a óleo e pastelista, conhecida por retratos e também por temas religiosos. 
Embora ela fosse considerada uma artista menor do seu tempo, o conjunto das suas obras sugere que ela pintou imagens de sujeito religioso muito sinceras e, ao mesmo tempo, empenhou-se nos retratos mais frívolos, consciente dos hábitos populares da época e do maior anuidade que estes garantiam. 
Ela foi muito apreciada pelo Grão-Duque da Toscana de seu tempo pelo seu talento como pintora e professora. Infelizmente, apesar de uma vida de muito trabalho e muitas comissões, muito pouco de seu trabalho permanece hoje. Além disso, muitas das obras catalogadas precisam de restauro. Um exemplo é o "São Francisco em oração" (atualmente à espera de restauro no depósito do Museu San Salvi em Florença). 

## Principais obras e localização
Duas pinturas religiosas atribuídas a Anna Piattoli, "Padre Giovanni de Jesus María" e "Padre Ildefonso de São Luís de Gonzaga", estão actualmente guardadas nos armazéns Uffizi   e nunca foram expostas na Galeria. Nos armazéns de Uffizi, há também um auto-retrato juvenil da pintora (óleo sobre tela), datado de 1744 e um "Auto-retrato com o marido Gaetano" (ca. 1745 ), no qual Anna se retratou em primeiro plano com o marido atrás dela.  
O seu auto-retrato mais conhecido, uma pintura a óleo de 1776, na qual a pintora representou-se enquanto copiava a "Madonna del Sacco", de Andrea del Sarto, é exibida no Corredor Vasari. 
A pintura religiosa "São Francisco em oração" está localizada, como mencionado, no depósito do Museu de San Salvi, em Florença. 
O retrato de "Teresa da Verrazzano nei Vai", concluído em 1753, está guardado na Quadreria do Palazzo Comunale em Prato . O retrato é de estilo neoclássico e caracteriza-se por uma atenção particular da artista, especialmente na representação dos detalhes. 
O retrato de Santa Teresa Margherita del Sacro Cuore, feito em 1770, está guardado no antigo convento carmelita de Florença. 
Uma pintura de Anna Piattoli com tema religioso, inicialmente feita para a Igreja de Montughi, perto de Florença, encontra-se hoje no Museu de Arte de Cleveland, em Cleveland (Ohio-EUA). 

## Itens relacionados
- Giovanna Fratellini
- Scipione Piattoli

## Outros projectos
- Wikimedia Commons contiene immagini o altri file su Anna Piattoli Bacherini